# Yūsuke Tanaka (gymnastique)
Pour les articles homonymes, voir Yusuke Tanaka et Tanaka.
Yūsuke Tanaka (田中佑典, Tanaka Yūsuke), né le 29 novembre 1989 à Wakayama, est un gymnaste artistique japonais.

## Carrière
Yūsuke Tanaka remporte aux Jeux olympiques d'été de 2012 à Londres la médaille d'argent du concours général par équipes avec Ryohei Kato, Kazuhito Tanaka, Kōhei Uchimura et Koji Yamamuro.
Lors des Jeux olympiques de 2016, avec l'équipe du Japon, composée également de Koji Yamamuro, de Ryohei Kato, de Kohei Uchimura et de Kenzo Shirai, Yūsuke Tanaka remporte le titre avec 274,094 points.

## Palmarès

### Jeux olympiques
- Londres 2012
  -  médaille d'argent par équipes.
  - 8e aux barres parallèles.
- Brésil 2016
  -  médaille d'or par équipes.

### Championnats du monde
- Doha 2018
  -  médaille de bronze au concours par équipes
- Glasgow 2015
  -  médaille d'or au concours général par équipes.
- Nanning 2014
  -  médaille d'argent au concours général par équipes.
  -  médaille de bronze aux barres parallèles.
- Anvers 2013
  -  médaille d'argent au concours général individuel.